# 西脇睦宏
西脇 睦宏（にしわき むつひろ）は、日本の作曲家、オルゴール編曲家。娘はイラストレーターのヤツキナツミ。

## 略歴
1973年、天波博文とのデュオでフォークロック・バンド丘蒸汽としてデビューし、シングル4枚とクニ河内のプロデュースによるアルバム『のすたるじあ』を発表する。 
1980年、パーソナルレコーディング・ユニット「パナシスト」を結成、シングルをリリースする。
CMソング、舞台音楽、ゲームサウンドなどの制作に携わる。
1989年、オルゴール仕掛けシリーズを発表する。以降はオルゴールアレンジの第一人者として活動を続ける。

## 提供楽曲
作曲
- 豊島たづみ『エヴリデイ・エヴリナイト』1978年 作詞:来生えつこ
- ティナ・グレース『気晴らしTonight』1981年 作詞:西脇葉子
- 伊藤聖史『今夜はシェイクで大騒ぎ』1982年 作詞:湯川れい子
- 沢田亜矢子『愛に撃たれた女たち』1982年 作詞:大津あきら、編曲:青木望
- 夏木マリ『お天気マリさん』1986年 作詞:ねじめ正一